# Speocera bismarcki
Speocera bismarcki is een spinnensoort uit de familie Ochyroceratidae. De soort komt voor in de Bismarck-archipel.